# Gręzino (Pomerania Occidental)
Gręzino [pronunciación en polaco: /ɡrɛ̃ˈʑinɔ/] (anteriormente alemán Granzin) es un pueblo ubicado en el distrito administrativo de Gmina Rąbino, dentro del Condado de Świdwin, Voivodato de Pomerania Occidental, en el norte de Polonia occidental. Se encuentra aproximadamente a 5 kilómetros al sureste de Rąbino, a 16 kilómetros al este de Świdwin, y a 104 kilómetros al noreste de la capital regional Szczecin.
Antes de 1945 el área fue parte de Alemania. Para la historia de la región, véase Historia de Pomerania.